# Исраилов, Бекхан Рамзанович
Бекхан Рамзанович Исраилов (род. 23 октября 2001, Россия) — российский боксёр-любитель, чеченского происхождения, выступающий в супертяжёлой весовой категории.
Мастер спорта России (2022), член национальной сборной России в 2020-х годах, бронзовый призёр чемпионата России (2023), серебряный призёр чемпионата России среди молодёжи до 22 лет (2023), многократный призёр и победитель региональных и всероссийских турниров.

## Биография
Бекхан Исраилов родился 23 октября 2001 года.
Сегодня проживает в городе Белорецк, в Башкортостане, в России.
Является студентом Башкирского государственного аграрного университета.

## Любительская карьера
Является воспитанником МАУ СШОР Белорецкого района Башкортостана.
Многократный победитель Чемпионата и Первенства Республики Башкортостан.
Также победитель Приволжского федерального округа (ПФО) среди юниоров 19-22 лет. Финалист Чемпионата ПФО.
Призёр Чемпионата ФСО «Динамо».
Финалист Чемпионата РФСО «Спартак».
В начале июля 2022 года ему было присвоено спортивное звание «Мастера спорта России» по боксу.

### 2023 год
В июне 2023 года в Серпухове стал серебряным призёром чемпионата России среди молодёжи до 22 лет, в финале проиграв Сергею Манжуеву.
В августе 2023 года в Хабаровске стал бронзовым призёром чемпионата России в категории свыше 92 кг, где он в 1/8 финала соревнований по очкам решением большинства судей (4:1) победил Владислава Муравина, в четвертьфинале по очкам (5:0) победил Ивана Онищенко, но в полуфинале по очкам (0:5) он проиграл опытному Светославу Тетерину.

## Спортивные результаты
- Чемпионат России по боксу среди молодёжи до 22 лет 2023 года — ;
- Чемпионат России по боксу 2023 года — .